# ياسمين مجلي
ياسمين مجلي (1996-) هي مصممة أزياء ومصورة فوتوغرافية أمريكية من أصل فلسطينية. تعمل ناشطة ضد التحرش في الشوارع، وهي مؤسسة علامة الأزياء Nöl Collective وحملة ليس حبيبتك.

## سيرته
وُلِدت مجلي في كاليفورنيا عام 1996 لعائلة من المهاجرين الفلسطينيين من طوباس ونشأت في ولاية كارولينا الشمالية. درست درجة البكالوريوس في تاريخ الفن في جامعة نورث كارولينا ودرجة الماجستير في الدراسات الليبرالية في جامعة ديوك.
بعد انتقالها إلى فلسطين في عام 2017، استقرت  في رام الله في الضفة الغربية. قالت "عندما انتقلت إلى فلسطين أخذت الوقت الكافي لفهم سياسات الموضة". أطلقت مجلي علامة الأزياء BabyFist في عام 2017، والتي أعادت تسميتها باسم مجموعة نول في عام 2020، نول في اللغة العربية تعني النول وهي تكريم لمدينة المجدل، التي تم تدميرها في نكبة عام 1948 وكانت مشهورة بالنسيج.
مجموعة نول هي مؤسسة للأزياء البطيئة تحتفل بالحياة والتقاليد الفلسطينية، مثل استخدام التطريز المعترف به من قبل اليونسكو وقماش المجدلاوي. تحصل مجلي على موادها من الجمعيات النسائية المحلية، وورش الخياطة التي تديرها العائلات، والحرفيين. في عام 2021، ألقت محاضرة بعنوان "المستقبل المستدام يكمن في التقاليد الأصلية" في  تيدكس المنارة.
إلى جانب الموضة، تعتبر مجلي ناشطة في مجال حقوق المرأة، تعد مجلي "القوة الدافعة" وراء حملة "ليس حبيبتك" لمكافحة التحرش في الشوارع وقد رسم الشعار على سترات الجينز والقمصان. كانت الحملة في البداية ردًا على تجربتها الشخصية في التحرش في الشارع. كما أطلقت حركة "عزيزي السيد رئيس الوزراء" للضغط على المشرعين الفلسطينيين لتقديم قانون المرأة والطفل ورفع مستوى الخطاب والوعي الشعبي بشأن الحماية القانونية للنساء الهاربات من العنف الأسري. كما تمارس مجال التصوير الفوتوغرافي السينمائي.
في فبراير 2024، عملت مجلي ومجموعة نول على المساعدة في إجلاء النساجين من غزة، ودعم بعض نساجيها في الإجلاء إلى القاهرة، مصر. وقد نجحت في إخلاء المنطقة بعد إطلاق حملة تبرعات عبر الإنترنت، جمعت خلالها 100 ألف دولار، وكانت كافية لتوفير الوثائق والمرور إلى مصر للنساج حسام زقوت وزوجته وأطفاله وأبناء أخيه.
تم اختيار مجلي كواحدة من 100 امرأة من قبل هيئة الإذاعة البريطانية في عام 2024.